# Шаріатпур (зіла)
Шаріатпур (бенг. শরিয়তপুর জেলা, Шаріатпур Джела також Шаріатпур Зіла) — район у центральній частині Бангладеш, у Дакці. Межує з районом Муншігандж на півночі, районом Барісал на півдні, районом Чандпур на сході та районом Мадаріпур на заході. Водні об’єкти Основні річки: Падма, Мегхна, Палонг (Кіртінаша) і Джаянті. З шести упазил району Бхедаргандж Упазіла є найбільшою ( 311,24 квадратного кілометра (120,17 миля2)), а Дамудя Упазила є найменшим (91,76 квадратного кілометра (35,43 миля2)).

## Історія
Шаріатпур був названий на честь Хаджі Шаріатуллаха (1781–1840), який був засновником руху Фараїзі та видатним ісламським реформатором/відроджувачем під час Британського Раджу. Він був створений як округ 1 березня 1984 року.
У 1971 році армія Пака у співпраці зі своїми місцевими агентами здійснила масові вбивства та грабунок; вони також підпалили багато будинків району. Під час Визвольної війни Бангладеш у Шаріатпур Садар Упазіла відбулася низка зіткнень між борцями за свободу та пакською армією, під час яких було вбито близько 313 пакських солдатів. Кілька борців за свободу були вбиті в двох зіткненнях і одному фронтовому бою з пакською армією в Бхедаргандж Упазіла. Дев'ять борців за свободу, включаючи Ахсанула Хоке та Абдула Вахаба, були вбиті під час сутички з армією Пака в місці на південній стороні коледжу Дамудья. Муктіоддха і Муджіб Бахіні спільно провели атаку на пакську армію партизанською технікою в упазілах. П'ятеро борців за свободу були вбиті під час сутички з армією Пака в Госархат Упазіла. Борці за свободу Нарії здійснили рейд на поліцейську станцію Нарії та захопили всю зброю та боєприпаси тани. У відповідь армія Пака розграбувала прилеглі села. Під час Визвольної війни Бангладеш відбулася низка зіткнень між борцями за свободу та армією Пака в Занджіра Упазіла, під час яких було вбито кілька борців за свободу.

## Географія
Округ Шаріатпур межує на півночі з округом Муншігандж, округом Барісал на півдні, районом Чандпур на сході та округом Мадаріпур на заході. Основні річки: Падма, Мегхна, Палонг, Джаянті, Кіртінаша і Дхармагандж.
Площа округу Шаріатпур становить 1,181.53 км. Він складається з 6 упазіл, 6 муніципалітетів, 65 союзних паришадів, 616 муз, 1243 сіл, 213 677 домогосподарств.

## Адміністративно-територіальний поділ
У цьому районі є шість упазіл (підрайонів), а саме:
1. Шаріатпур Садар Упазіла
2. Дамудя Упазіла
3. Нарія Упазіла
4. Занджіра Упазіла
5. Бхедаргандж Упазіла
6. Госаірхат Упазіла